# Spilarctia biagi
Spilarctia biagi là một loài bướm đêm thuộc phân họ Arctiinae, họ Erebidae.